# Vinny Ciurciu
(en) Statistiques sur pro-football-reference
Vinny Ciurciu, né le 2 mai 1980 à Hackensack, est un joueur américain de football américain.

## Enfance
Ciurciu étudie à la Saint Joseph Regional High School in Montvale après avoir étudié un an à la Elmwood Park Memorial High School. Pour ses deux dernières années à Saint Joseph, il remporte le titre d'All-State comme linebacker.

## Carrière

### Université
Il entre à l'Université de Clemson et intègre l'équipe de football américain des Tigers comme fullback. En deux ans, il joue vingt-trois matchs. L'entraîneur Tommy West est viré et remplacé par Tommy Bowden, qui met en place un nouveau système offensif. Ciurciu demande son transfert au Boston College et passe une saison sur le banc des Eagles, sans jouer, pour respecter la règle qui oblige un joueur à ne jouer aucun match de sa première saison dans une nouvelle, en cas de transfert.
Il change de poste, en 2001, pour prendre celui de linebacker et domine son équipe au niveau des tacles, avec 87 tacles et deux interceptions. En 2002, pour sa dernière année, il termine deuxième, avec 102 tacles et une interception.

### Professionnel
Vinny Ciurciu n'est sélectionné par aucune équipe lors de la draft de la NFL de 2003. Il signe, le 2 mai 2003, avec les Panthers de la Caroline qui le coupe juste avant le début de la saison 2003, le 31 août. Cependant, il s'engage avec l'équipe d'entraînement des Panthers.
Le 8 octobre, il est recruté par les Buccaneers de Tampa Bay et joue ses premiers matchs en professionnel, entrant au cours de huit rencontres. Il est coupé le 2 décembre 2003. Trois jours plus tard, il revient en équipe d’entraînement des Panthers mais intègre l'équipe active le 20 décembre, participant aux play-offs et jouant notamment le Super Bowl XXXVIII. En 2004, il joue tous les matchs de la saison dont quatre comme titulaire pour remplacer Dan Morgan, blessé. Lors des deux saisons suivantes, on le voit surtout apparaître en équipe spéciale.
Après la saison 2006, il signe avec les Vikings du Minnesota mais là aussi, il doit se contenter de l'équipe spéciale et d'un poste de linebacker remplaçant pendant deux saisons. Durant la pré-saison 2009, il signe avec les Patriots de la Nouvelle-Angleterre mais échoue dans sa quête pour intégrer l'équipe au début de la saison 2009, il est coupé le 4 septembre. 
Le 22 octobre 2009, il signe avec les Lions de Detroit et passe deux saisons comme remplaçant, jouant dix-neuf matchs en 2009 et 2010. Il est coupé ensuite par les Lions. Ciurciu est suspendu pour quatre matchs, le 3 septembre 2011, pour violation de la politique anti-drogue de la NFL.